# El Camps (Sora)
El Camps és una masia de Sora (Osona) inclosa a l'Inventari del Patrimoni Arquitectònic de Catalunya.

## Descripció
Masia situada en unes feixes i prats del Serrat Alt. La casa està emplaçada seguint un petit desnivell i adossant-se al terreny.
Es va enderrocar una part de la casa al construir-s'hi una granja i volgué aprofitar el terreny.
A l'edifici principal es noten tres etapes de construcció que van finalitzar en una edificació més harmoniosa. L'actual entrada està orientada a l'est.
No hi ha elements de pedra treballada i a la façana dreta hi ha una eixida. Al davant, a mà esquerra, hi ha una cabana i un petit edifici també per guardar palla, que és la part més ben conservada.

## Història
Tot i l'actual situació de ruïna d'aquest mas, la seva història es remunta al segle xiv. En un document de la venda del delma de Sora, que l'any 1338 feu en Marc de Sant Agustí, surt anomenat junt amb d'altres masos de la parròquia.
Sembla que el Camps, que al segle xvi absorbia el Mas Rovira, es podria identificar amb una de les primeres viles de Sora, l'antic vilar de Vuriolos.